# Ligne B du Mettis de Metz
La ligne B du Mettis de Metz est une ligne de bus à haut niveau de service inaugurée en 2013 et reliant le campus universitaire de l'Île du Saulcy à Metz jusqu'à l'Hôpital de Mercy situé de part et d'autre sur les communes d'Ars-Laquenexy et de Peltre.

## Histoire
C'est en 1993 qu'est créée la ligne "U" reliant le campus de l'Île du Saulcy à la République puis vers le Technopôle, son tracé est conçu pour desservir la quasi-totalité des universités de la ville sans obliger à faire correspondance, ainsi que le Cimetière de l'Est. Son terminus périphérique est d'abord établi à l'arrêt Arago, puis Fresnel et au milieu des années 2000 tout près de l'ENIM.
D'abord prolongée vers les communes d'Ars-Laquenexy et de Laquenexy, la ligne "U" est modifiée dans ce secteur géographique afin de lui consacrer la desserte du nouvel Hôpital de Mercy dès l'année 2012, préfigurant ainsi le tracé de la ligne "B" du Mettis déjà arrêté dans les projets.
Un équipement "témoin" est érigé peu avant l'ouverture de la ligne à la station "P+R Foire Expo" afin de servir de démonstration quant aux qualités esthétiques et pratiques de l'ensemble.

## Tracé et stations
La ligne B, longue de 11,0 kilomètres, compte 22 stations dont 10 en correspondance avec la ligne A.
- Départ : Saulcy Cité U.
- Terminus : Hôpital Mercy

## Matériel roulant
Vingt-sept autobus de type BHNS d'une longueur de 23,82 mètres sont utilisés sur les deux lignes. 
La motorisation est de type hybride diesel-électrique (c'est-à-dire une chaîne de traction composée de : génératrice diesel - batterie de régulation - moteurs de traction électriques). Leur capacité est de 150 passagers par véhicule.
Le design est spécifique et l'intégralité du bus est accessible aux personnes à mobilité réduite (PMR). Les matériaux à l’intérieur du bus sont choisis résistants au feu et à la lacération, tout en permettant un nettoyage facilité. L’extérieur du bus est traité contre les graffitis. Enfin, les caméras de vidéosurveillance à l’intérieur du bus ont un effet dissuasif sur les dégradations.

## Centre de maintenance
L'ensemble des véhicules est remisé et entretenu au Centre d'Exploitation et de Maintenance (C.D.E.M.) des Intendants Joba.
Le parcage s'effectue sur deux fois deux files dont chacune regroupe les bus par groupe de couleur.

## Galerie

### Avant la mise en service

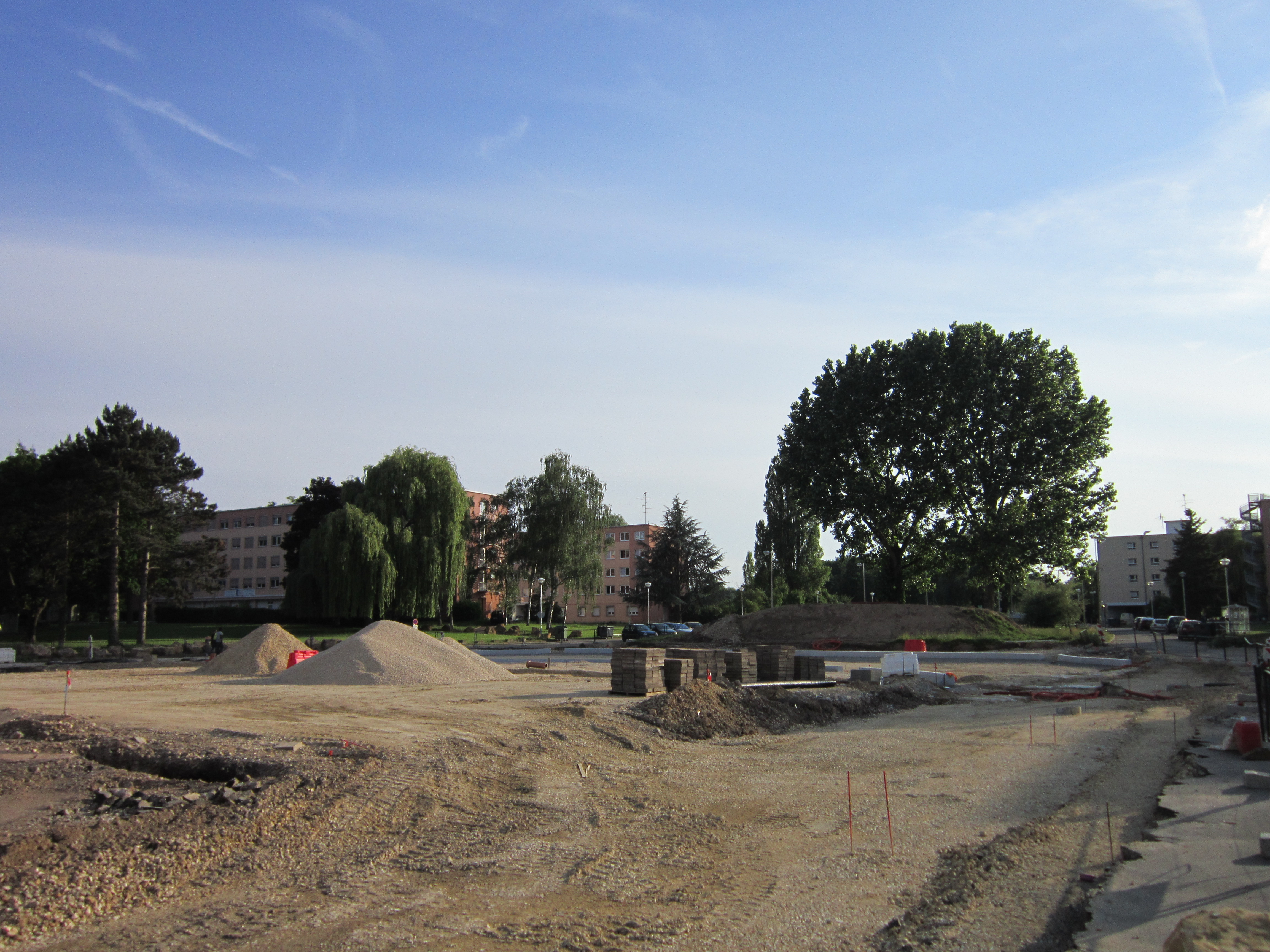
Travaux de construction de la station terminus de la ligne B sur le campus universitaire de l'Île du Saulcy.
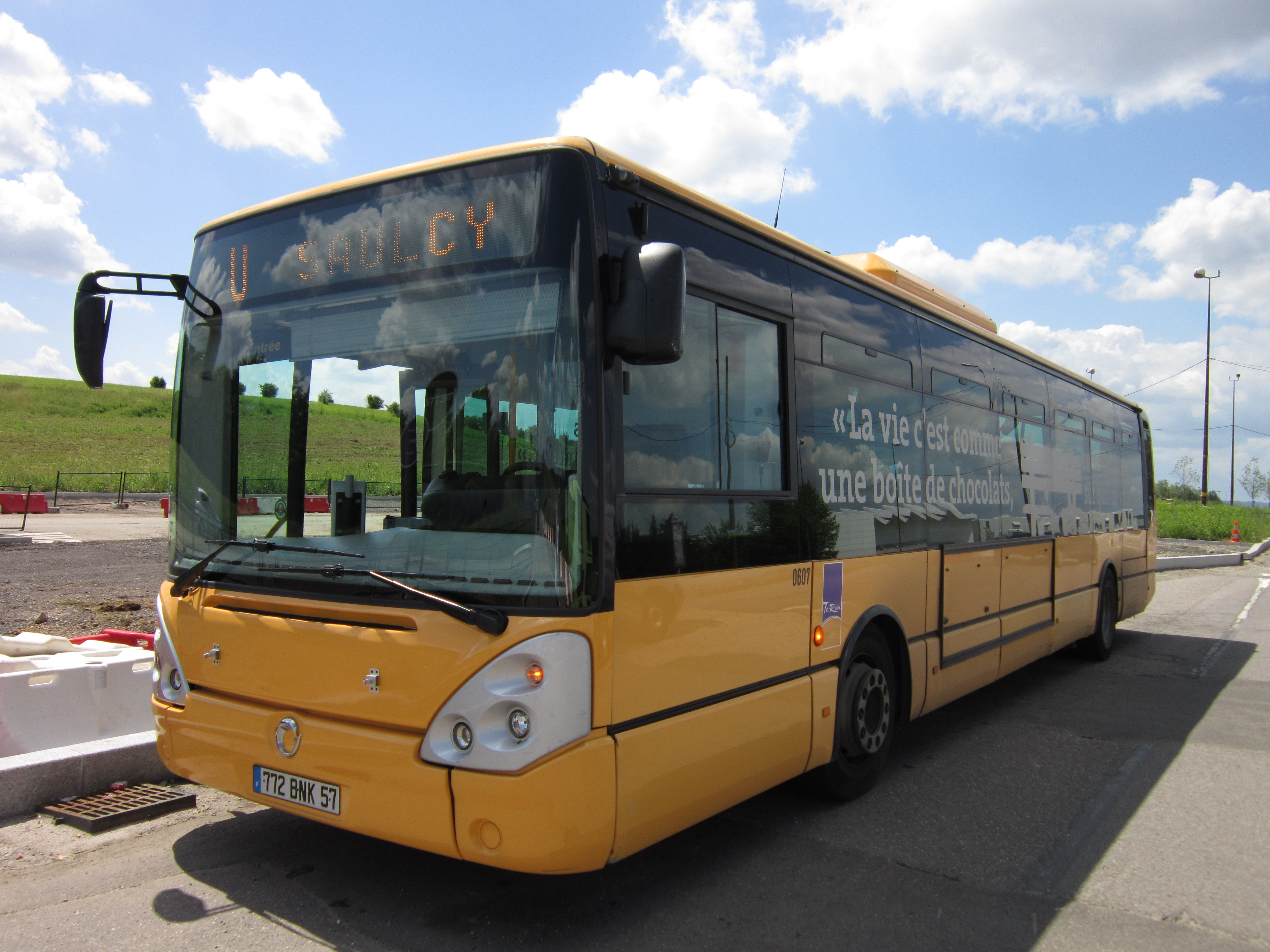
Le terminus de l'ancienne ligne U à l'arrêt ENIM a fait place à la station Grandes Écoles de la ligne B du Mettis.
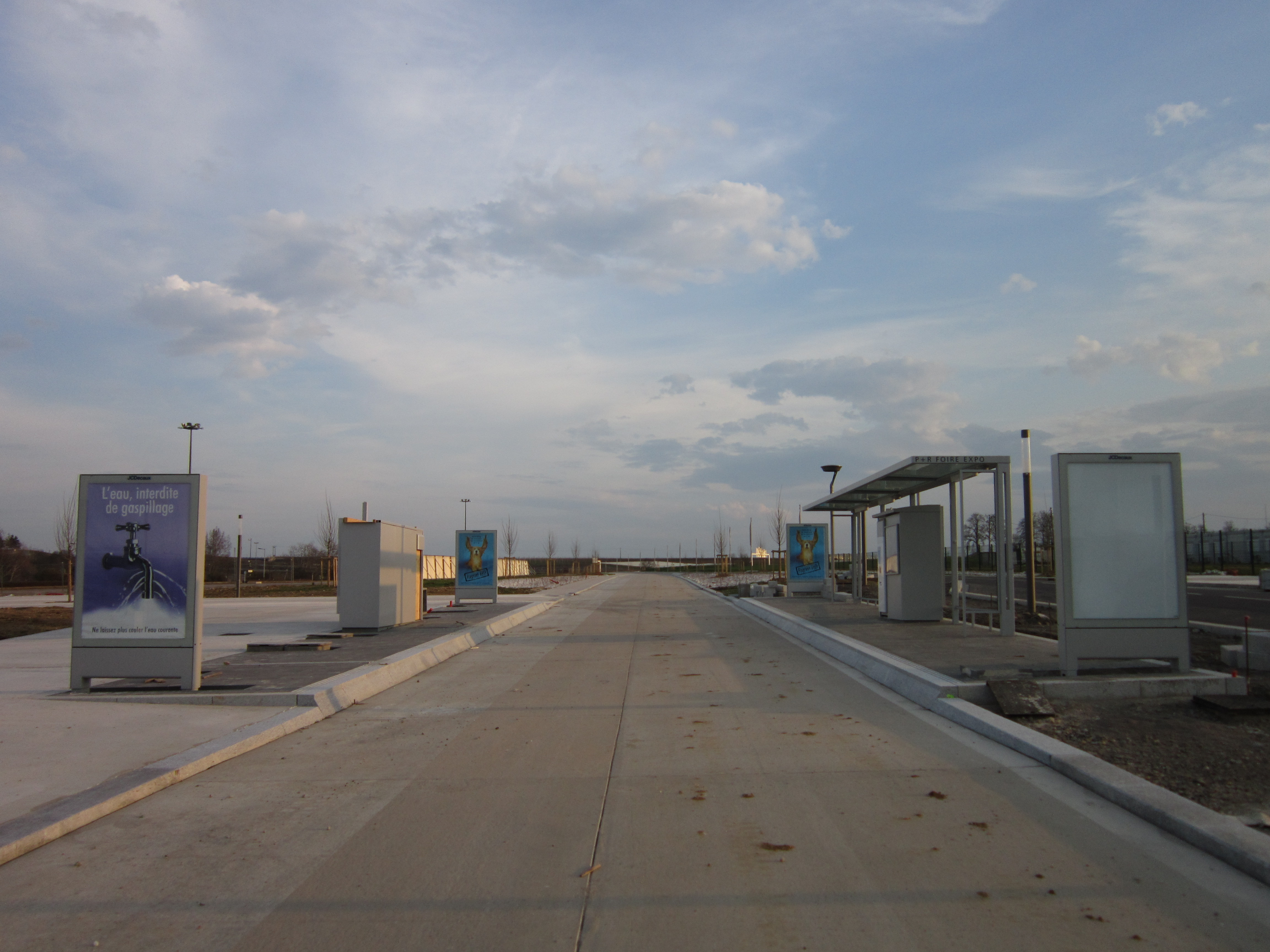
La station du P+R Foire Expo utilisée pour démonstration des aménagements offerts aux usagers en attente.
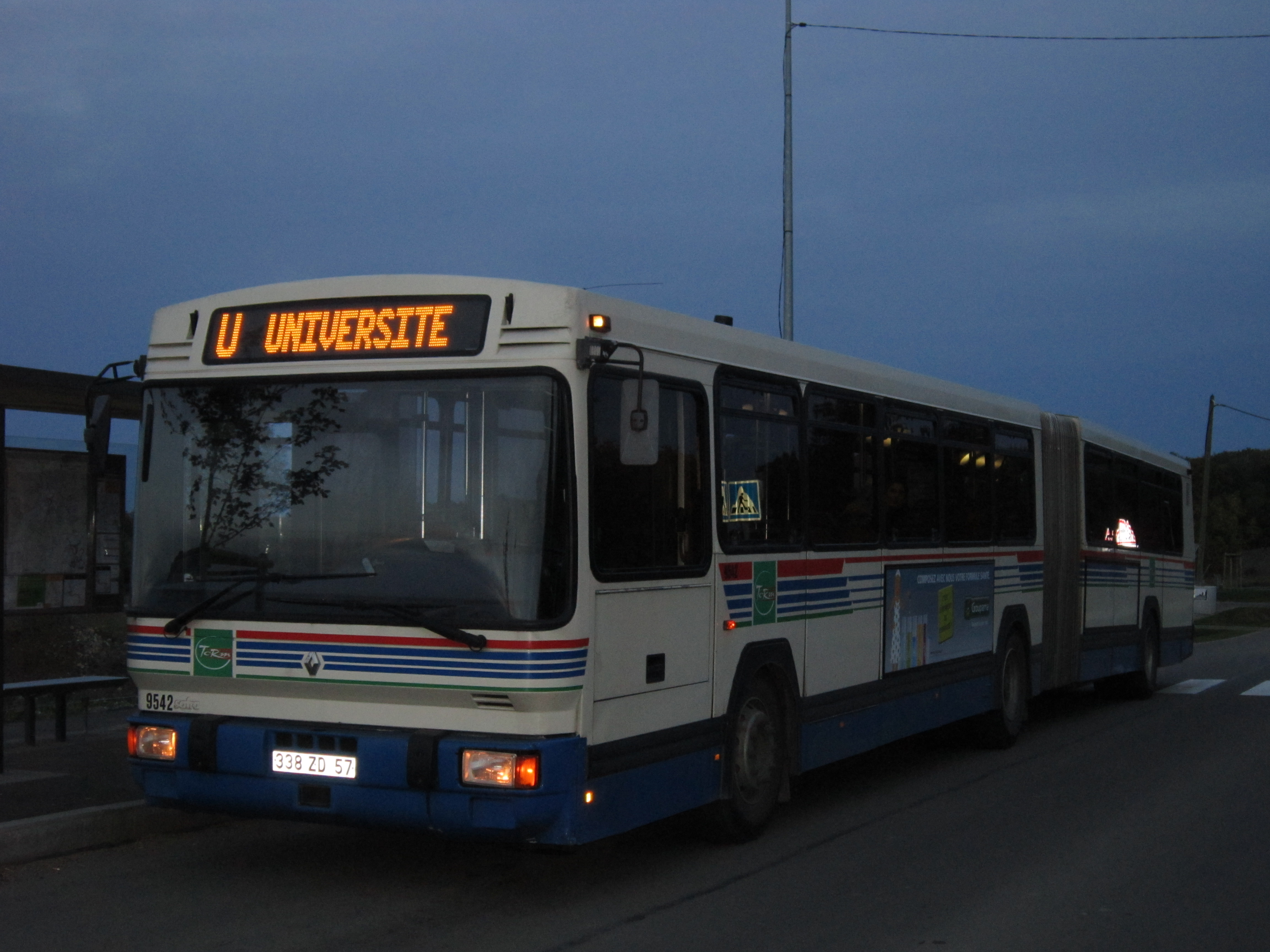
C'est à partir de 2012 que le terminus fut reporté sur l'Hôpital de Mercy, hors la voie Mettis alors en construction.

### Depuis la mise en service

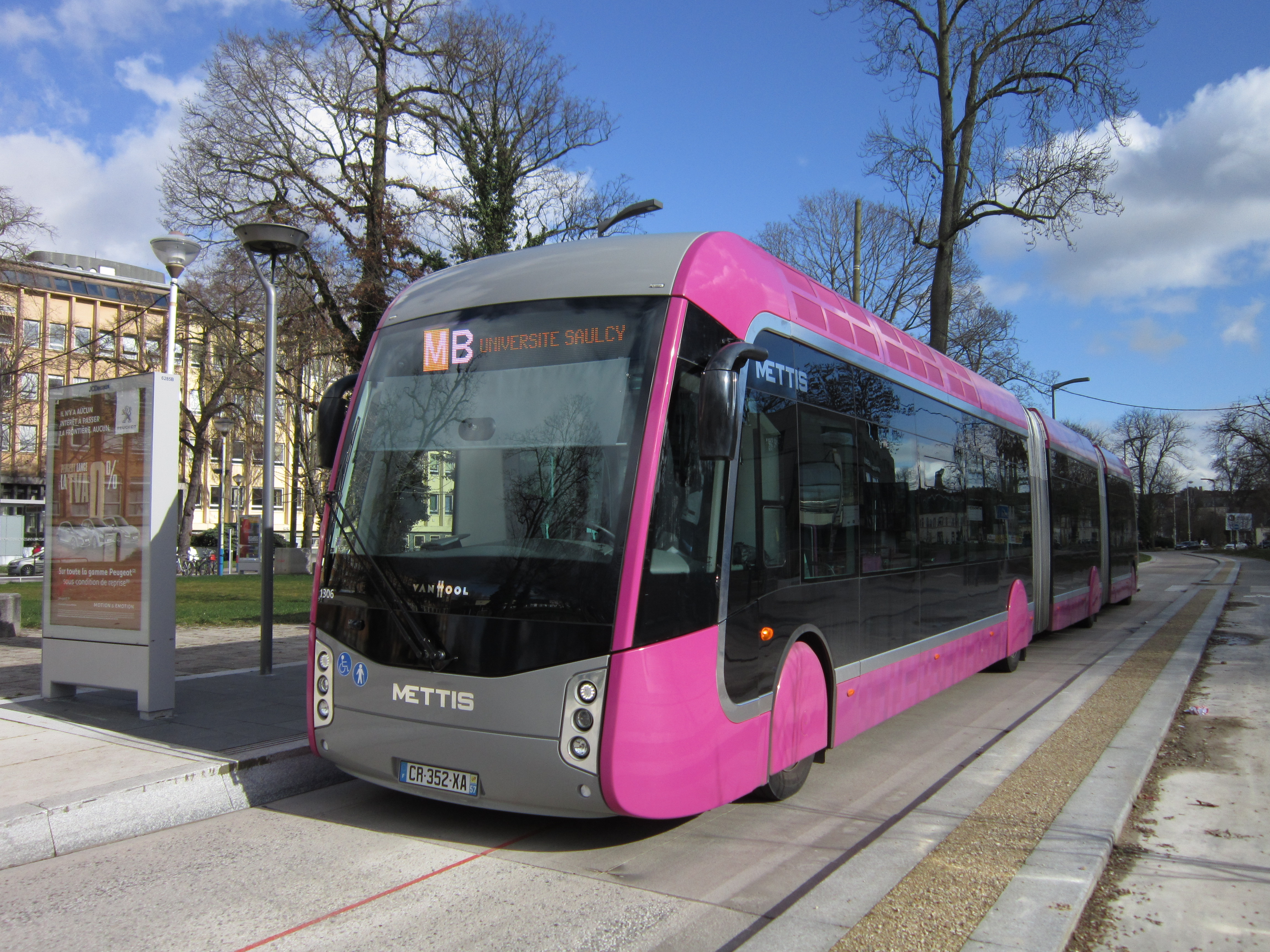
Un exemplaire "prune" en station Saulcy.
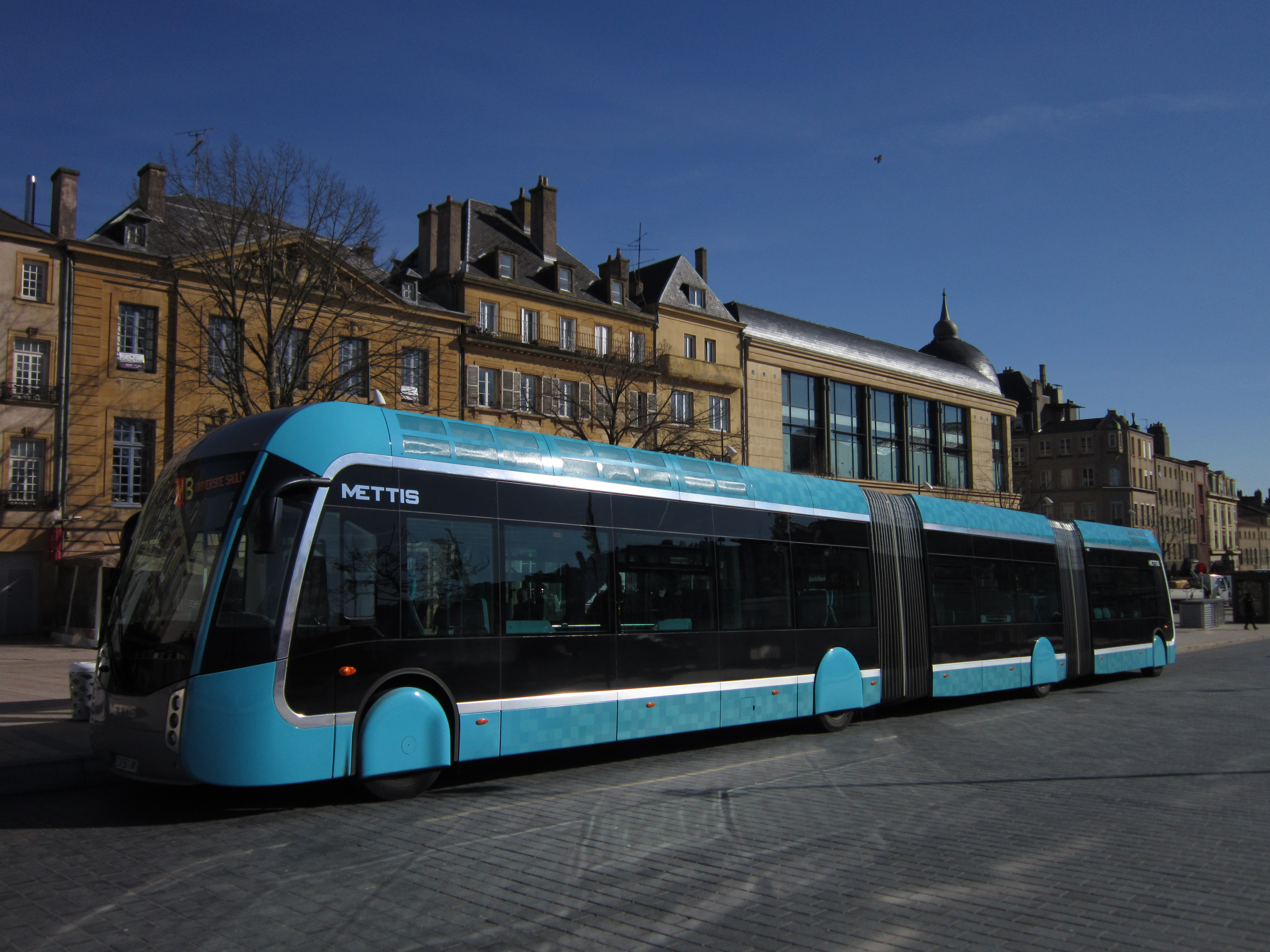
L'un des Mettis de couleur "bleu" à la station République.
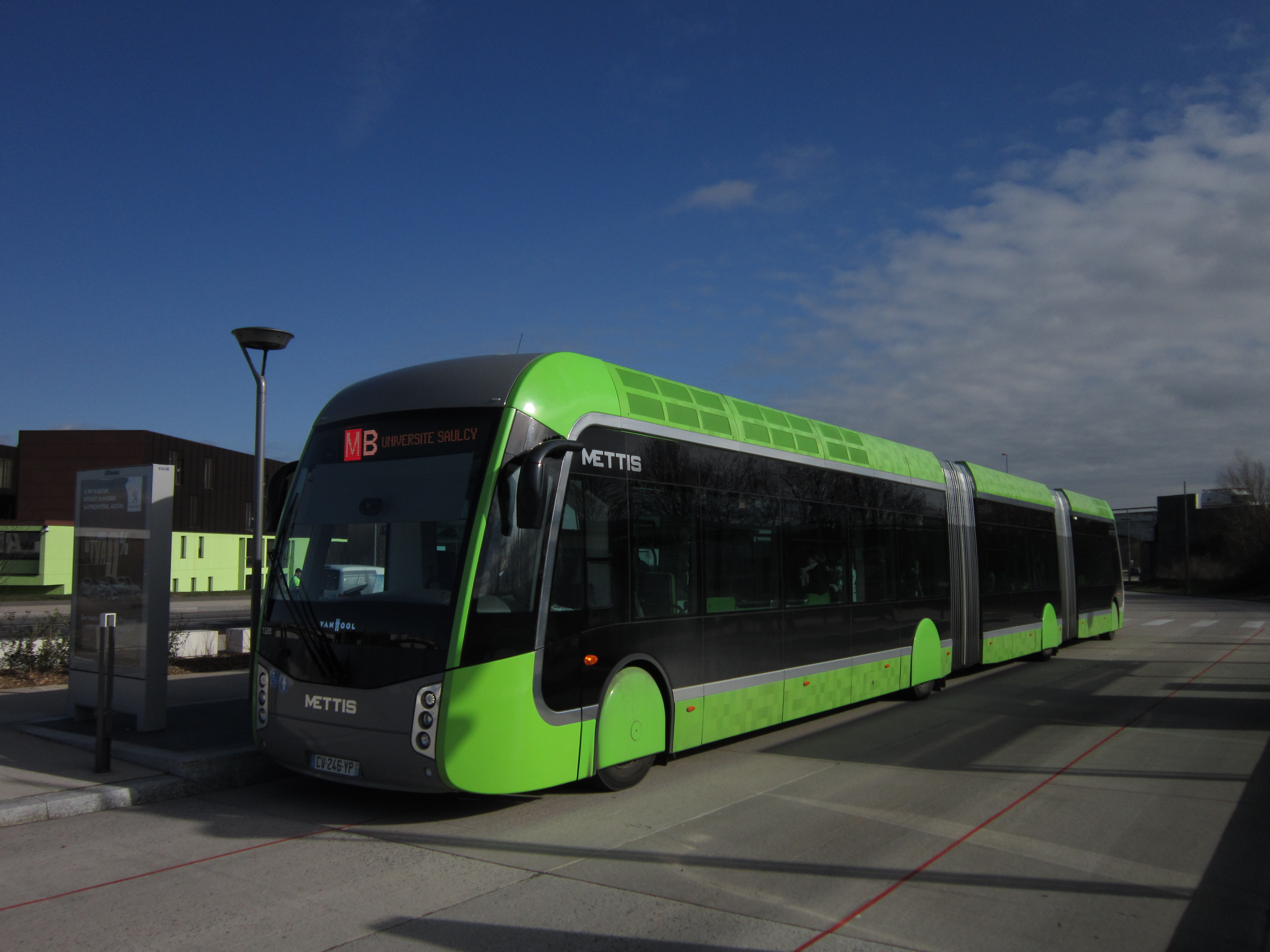
Station Grandes Écoles desservie par un bus en livrée "vert".
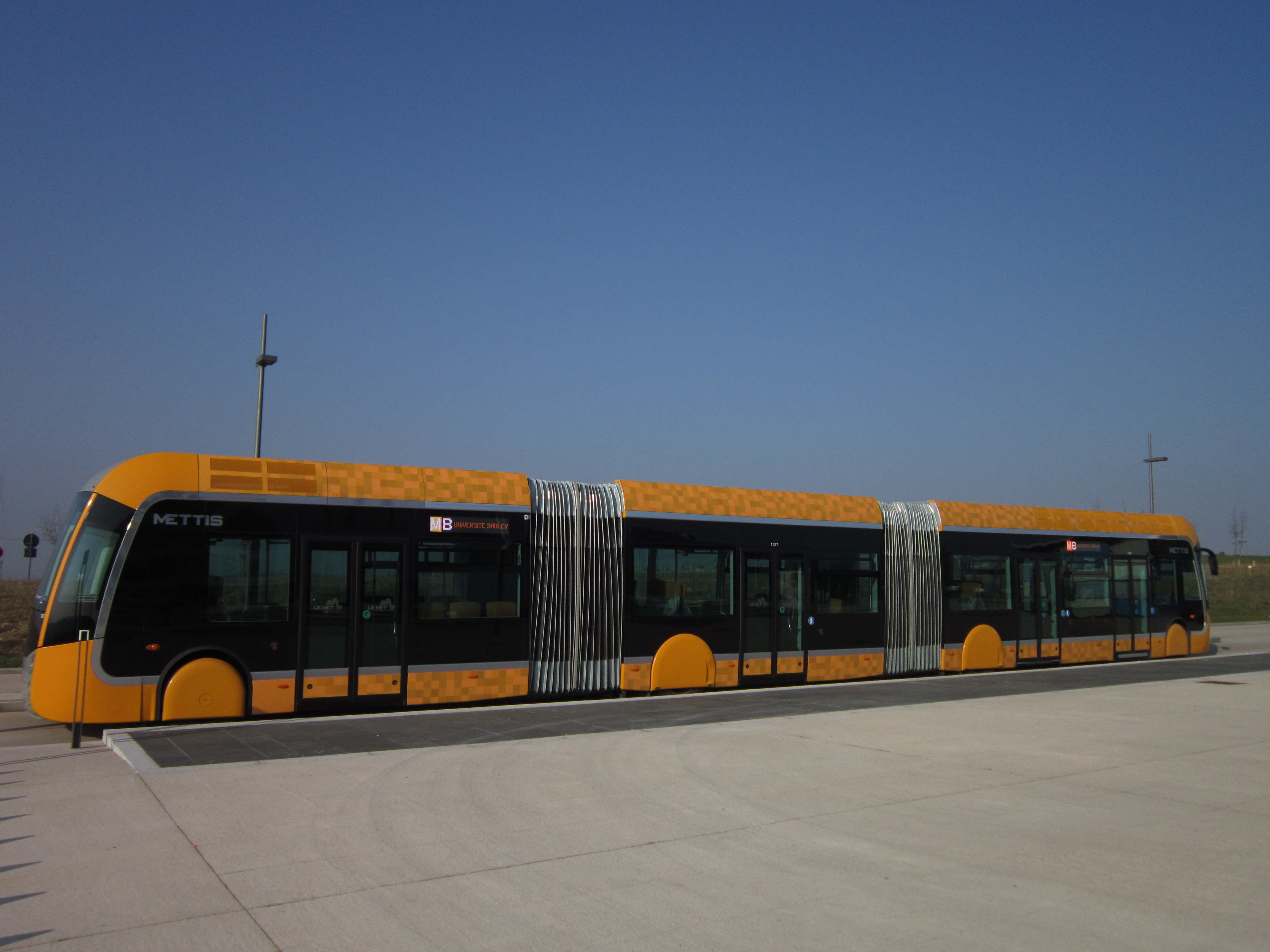
Vue latérale d'un exemplaire de couleur "mirabelle" au terminus Maternité.

### Installations fixes

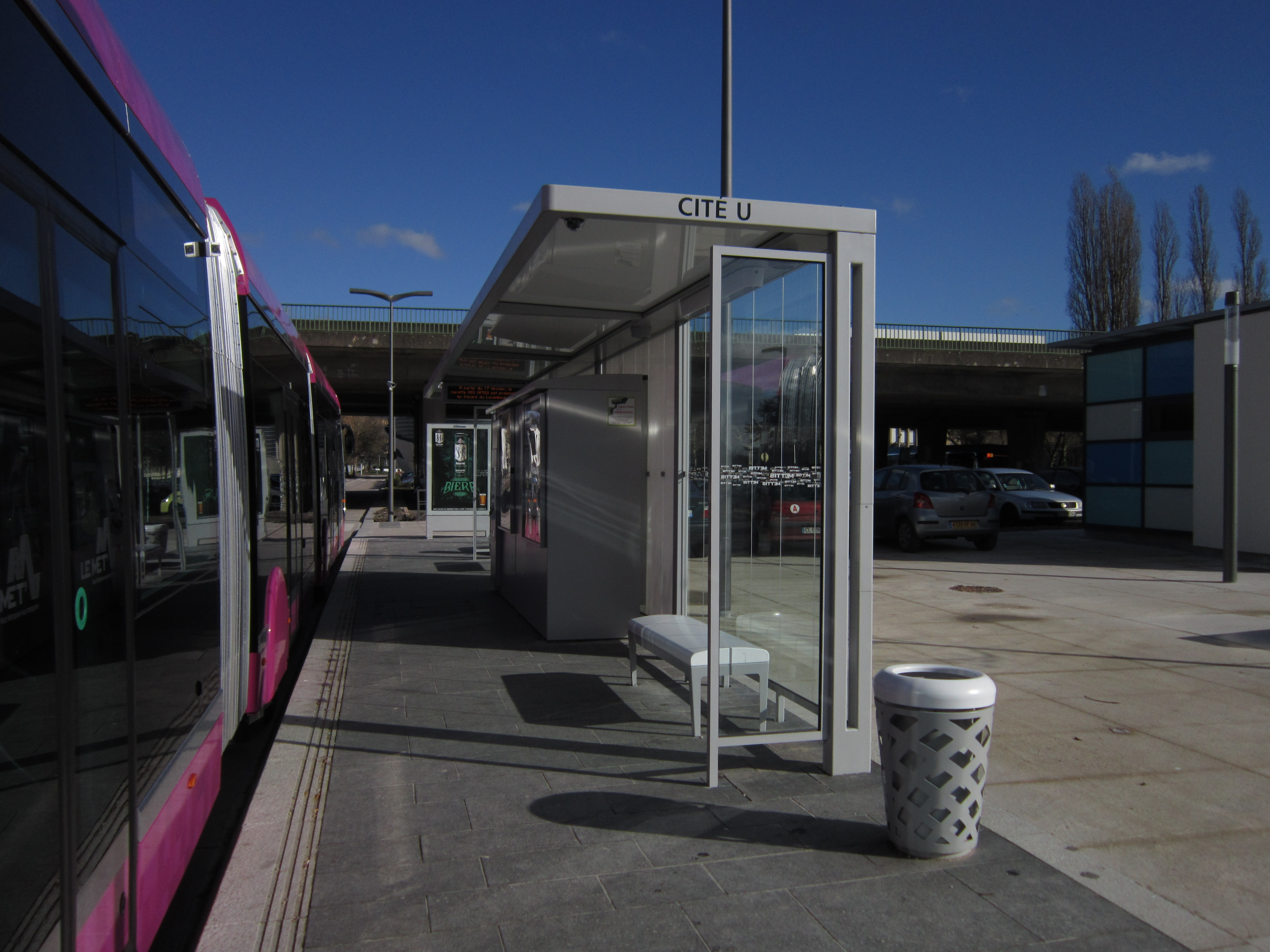
Quai de la station de départ à Cité U dans le Campus du Saulcy.
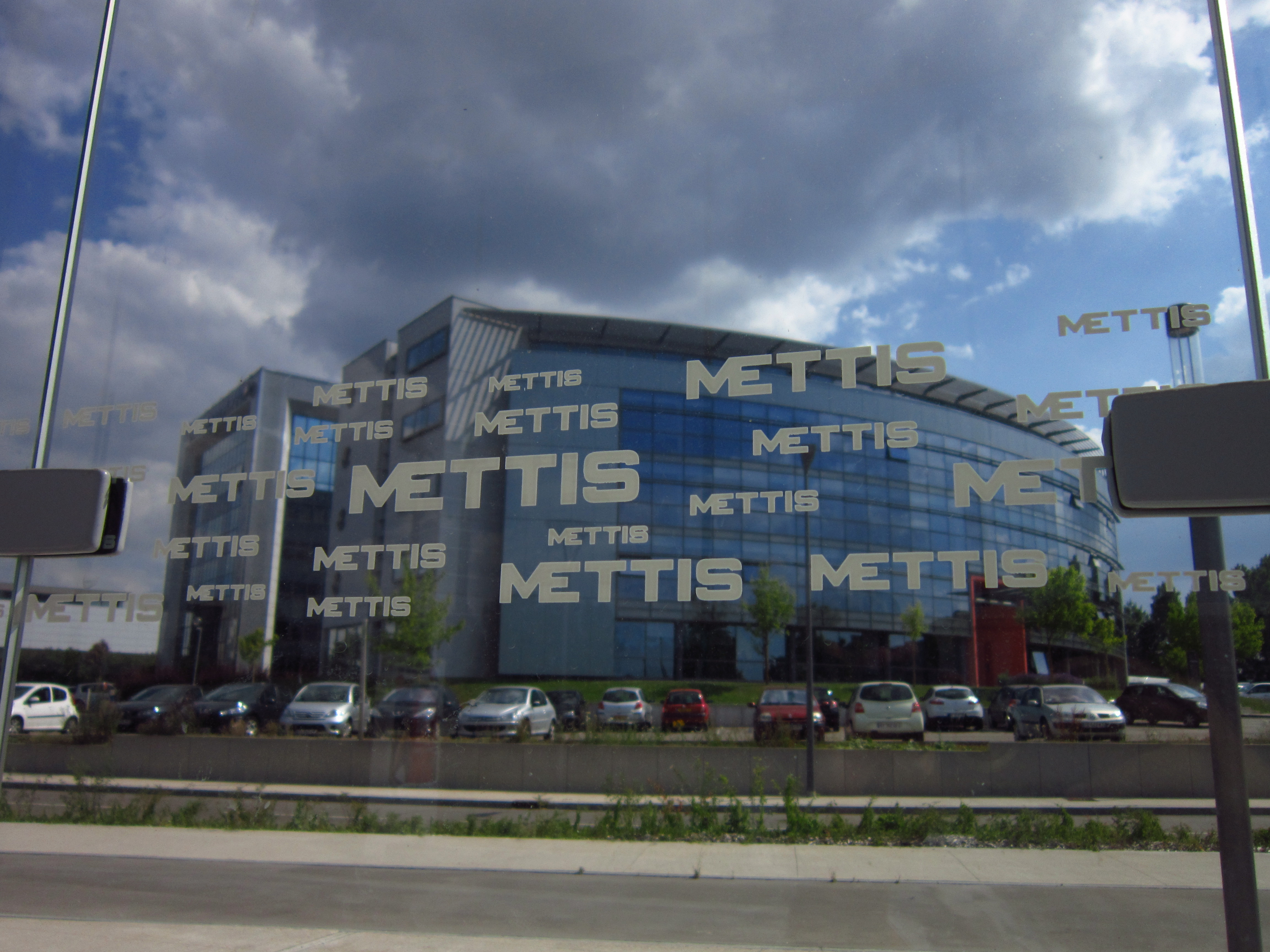
Logo multi-reproduit sur la vitre d'une aubette.
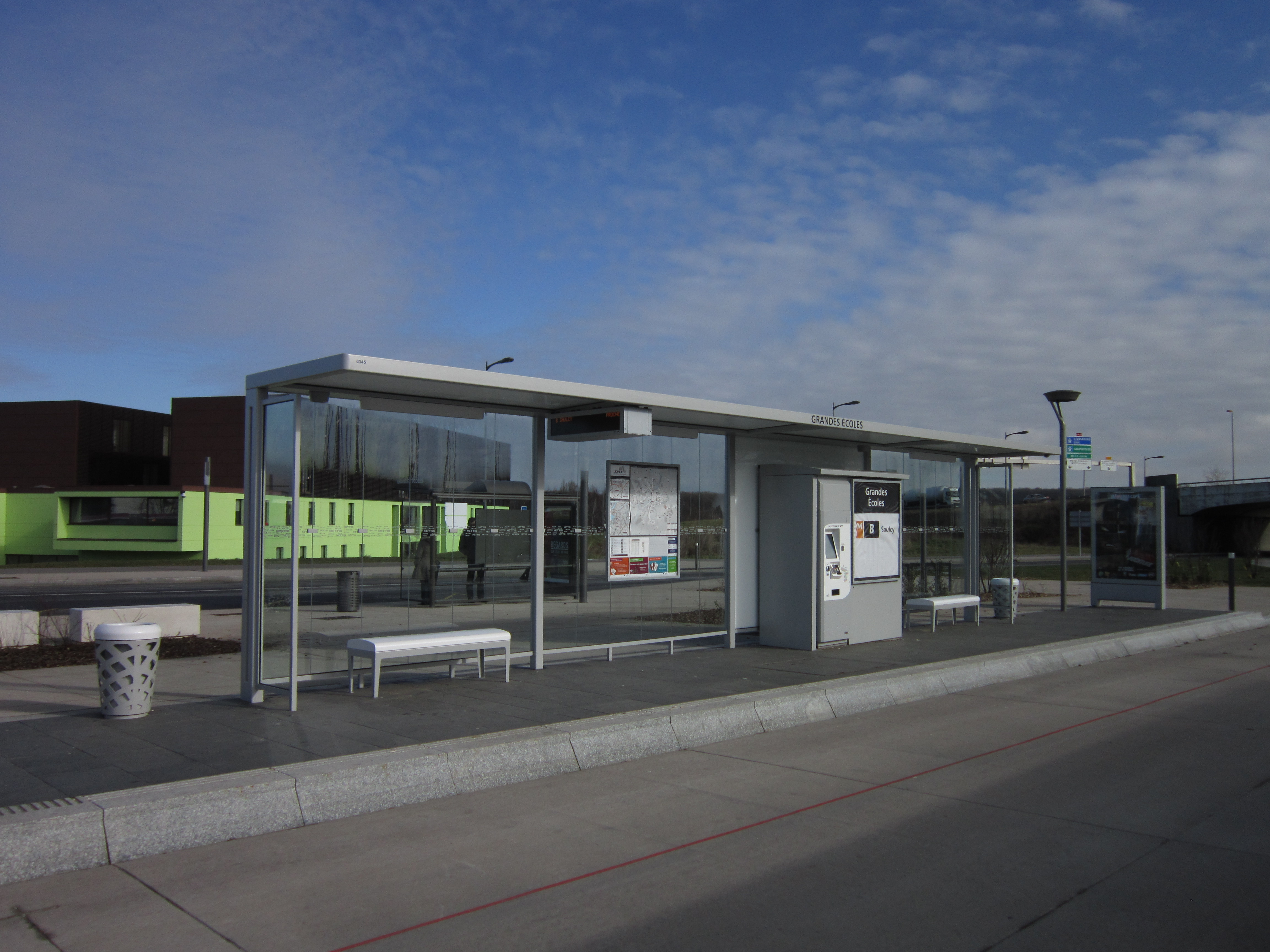
La station Grandes Écoles en connexion directe avec les lignes classiques.
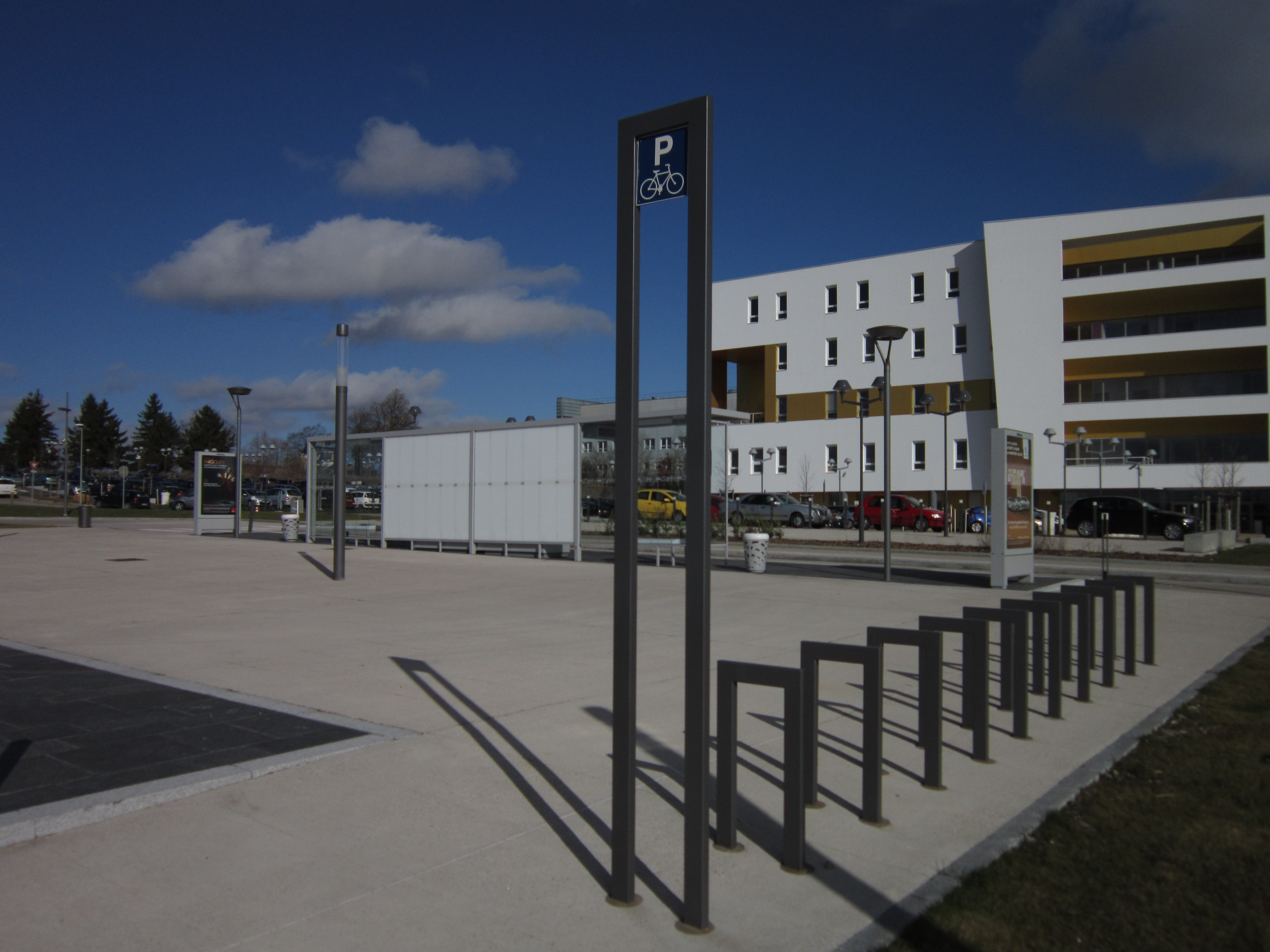
Les quais de départ et un point d'attache pour vélos à la station Hôpital Mercy Maternité sur la ligne B.